# Лузофонія
Лузофонія (від лат. Lusitania — римська провінція Лузітанія, антична назва Португалії + дав.-гр. φωνή — звук) — культурний простір, що поєднує португаломовне населення планети: Бразилії, Португалії, Анголи, Мозамбіку, Східного Тимору та ін.
Лузофонія склалася в рамках 500-річної Португальської імперії. Під лузофонами розуміють як носіїв португальської мови як рідної, так і людей, які володіють та користуються нею у тій чи іншій мірі, наприклад, місцеві народи різних африканських країн, в яких португальська є державною мовою, корінні жителі Тимору, Макао та інших регіонів світу, а також іммігранти з інших країн в Бразилії та Португалії.
Загальне число португаломовних — близько 220 мільйонів осіб (2000), з них в Бразилії — близько 190 млн.